# 钓瓶妖
钓瓶妖（日语：つるべおとし），是身体像钓瓶的一种妖怪，平时躲在树上，一旦有人从树下经过，就会迅速将吊桶套到行人的头上，然后拉上去咬死。害完人后会立刻换地方，若没事，就會吊在枝头上摇晃。